# Base Borden Military Museum
Base Borden Military Museum (pol. muzeum wojskowe Baza Borden) – muzeum wojskowe, zlokalizowane w Bazie Borden armii kanadyjskiej, w hrabstwie Simcoe w Ontario.
Muzeum złożone jest z 4 oddzielnych jednostek muzealnych i w swojej kolekcji posiada oprócz czołgów, pojazdów opancerzonych, samolotów, także kolekcję militariów związanych z historią armii kanadyjskiej. Ekspozycja plenerowa zgromadzona jest w miejscu znanym jako Major-General F. F. Worthington Memorial Park. W 2007 muzeum wzbogaciło się o nowy budynek - wielki hangar, w którym wystawiono liczne historyczne pojazdy.

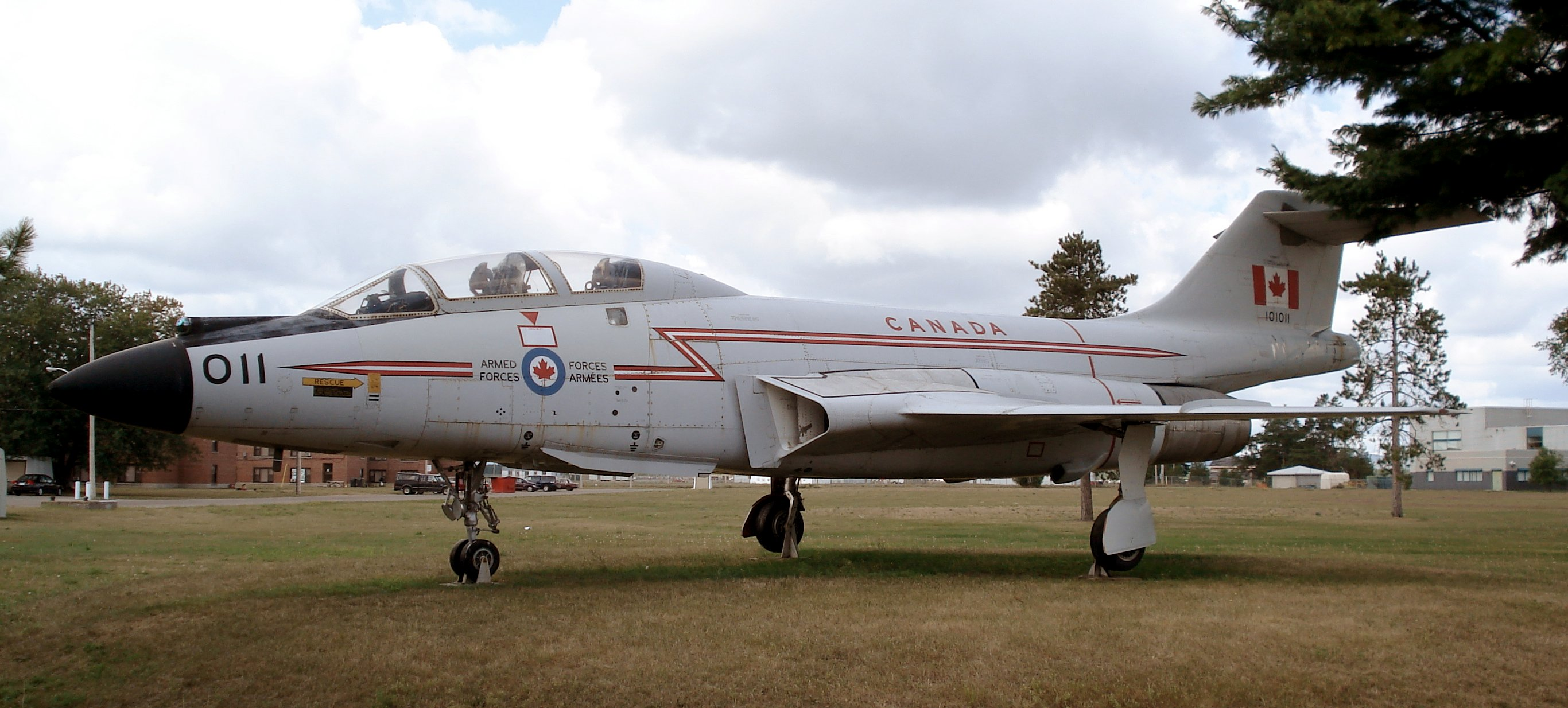
CF-101 Voodoo
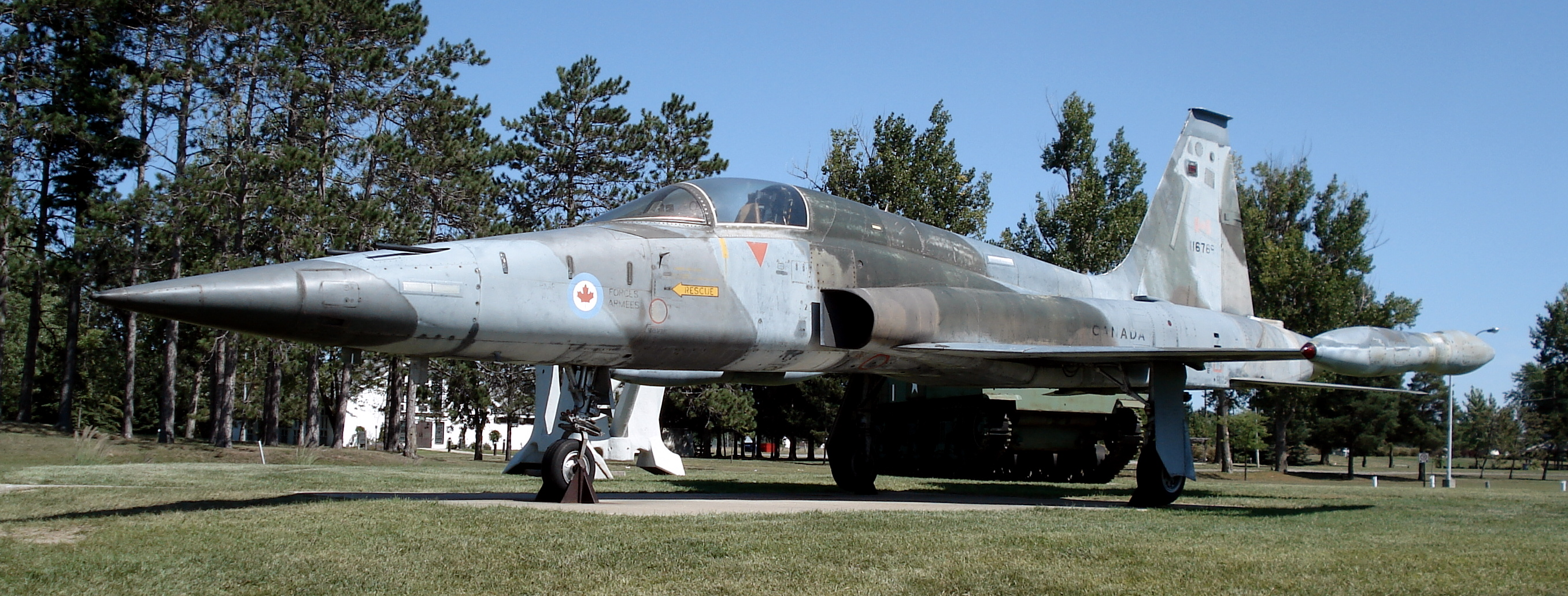
CF-116
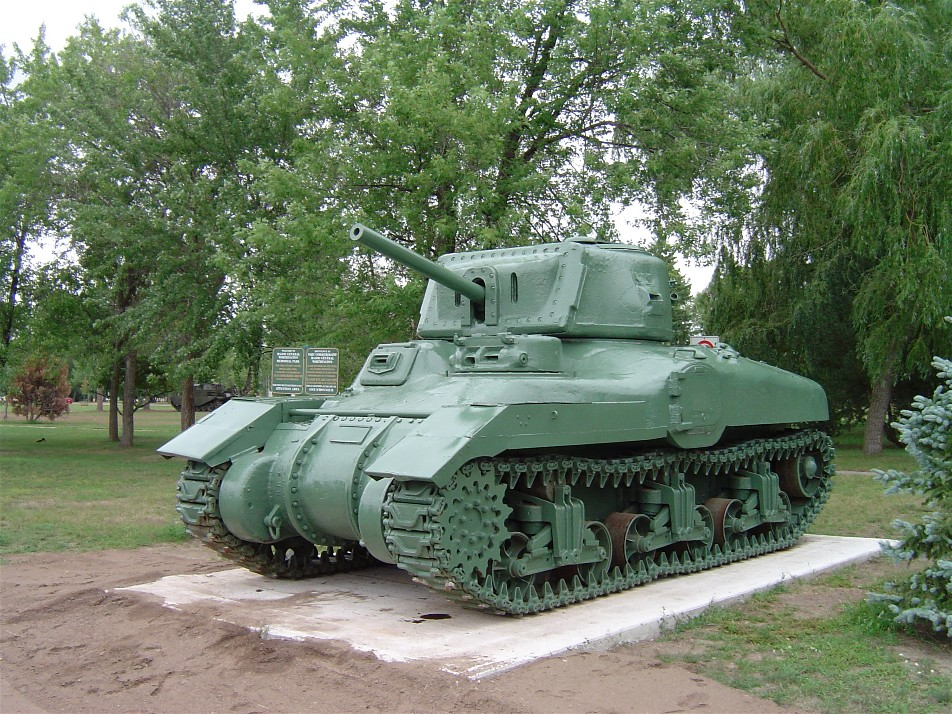
Ram
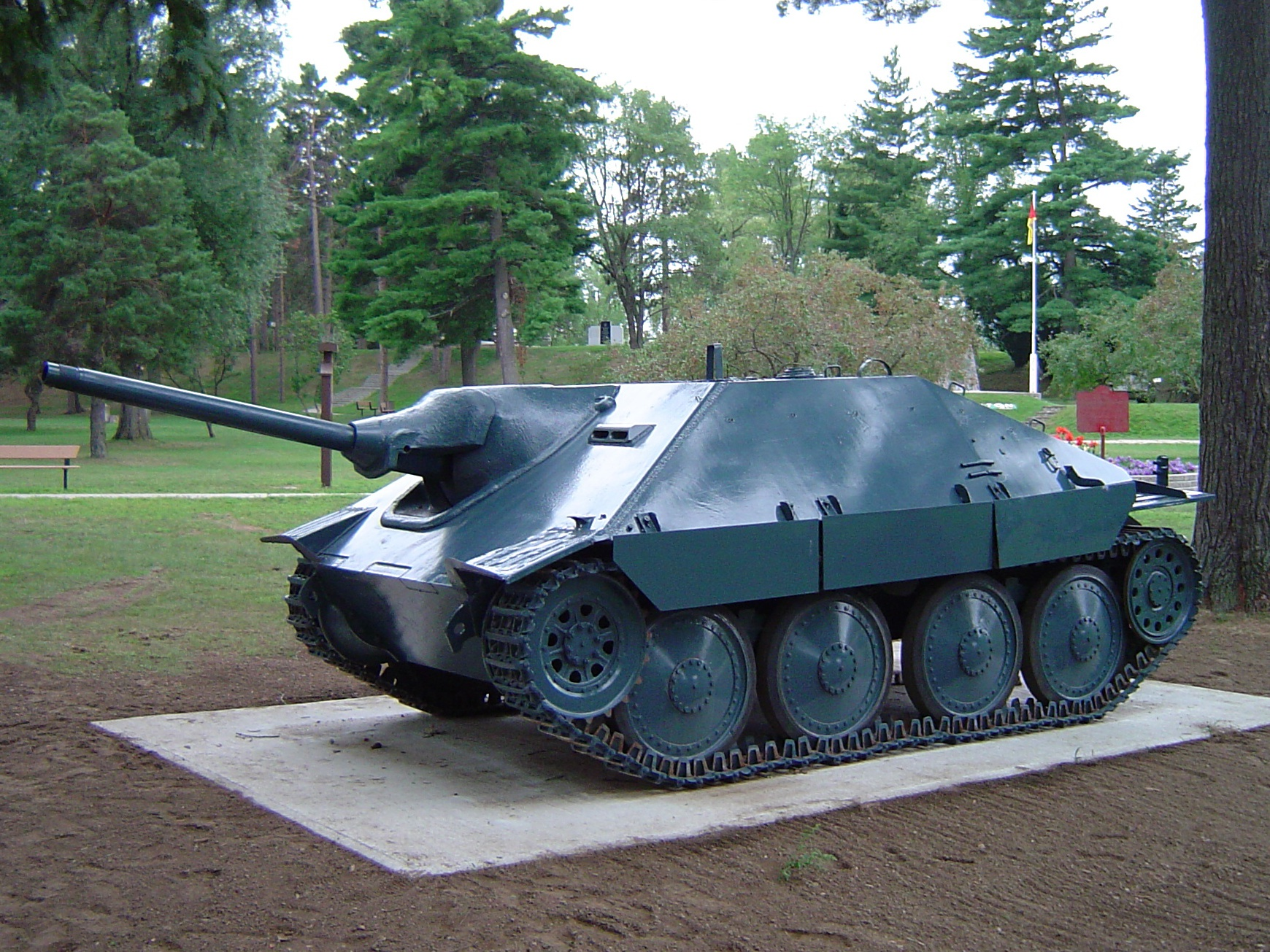
Hetzer